# Vleeshuisbrug

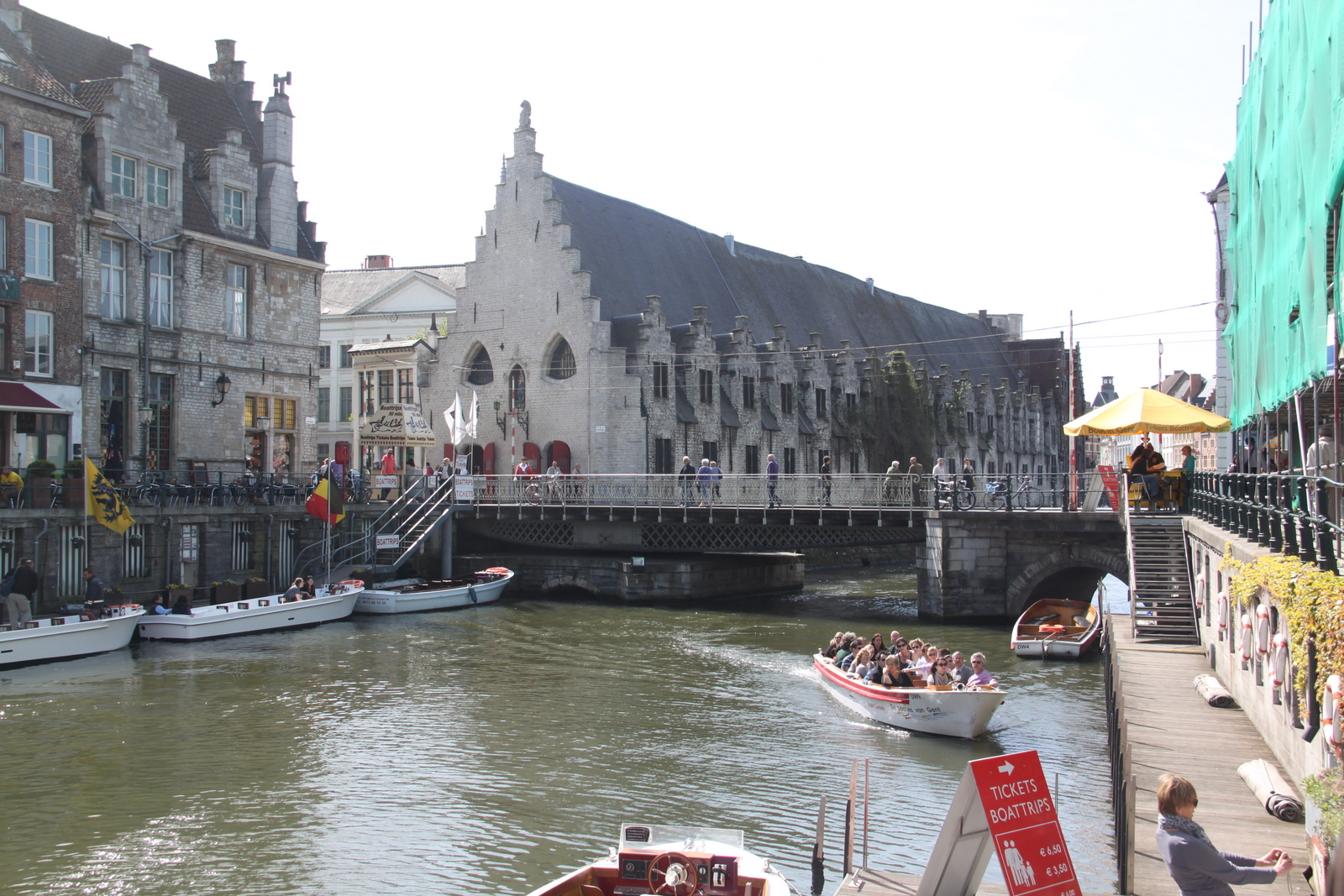
De Vleeshuisbrug met links het Viskopershuis en daarachter het Groot Vleeshuis

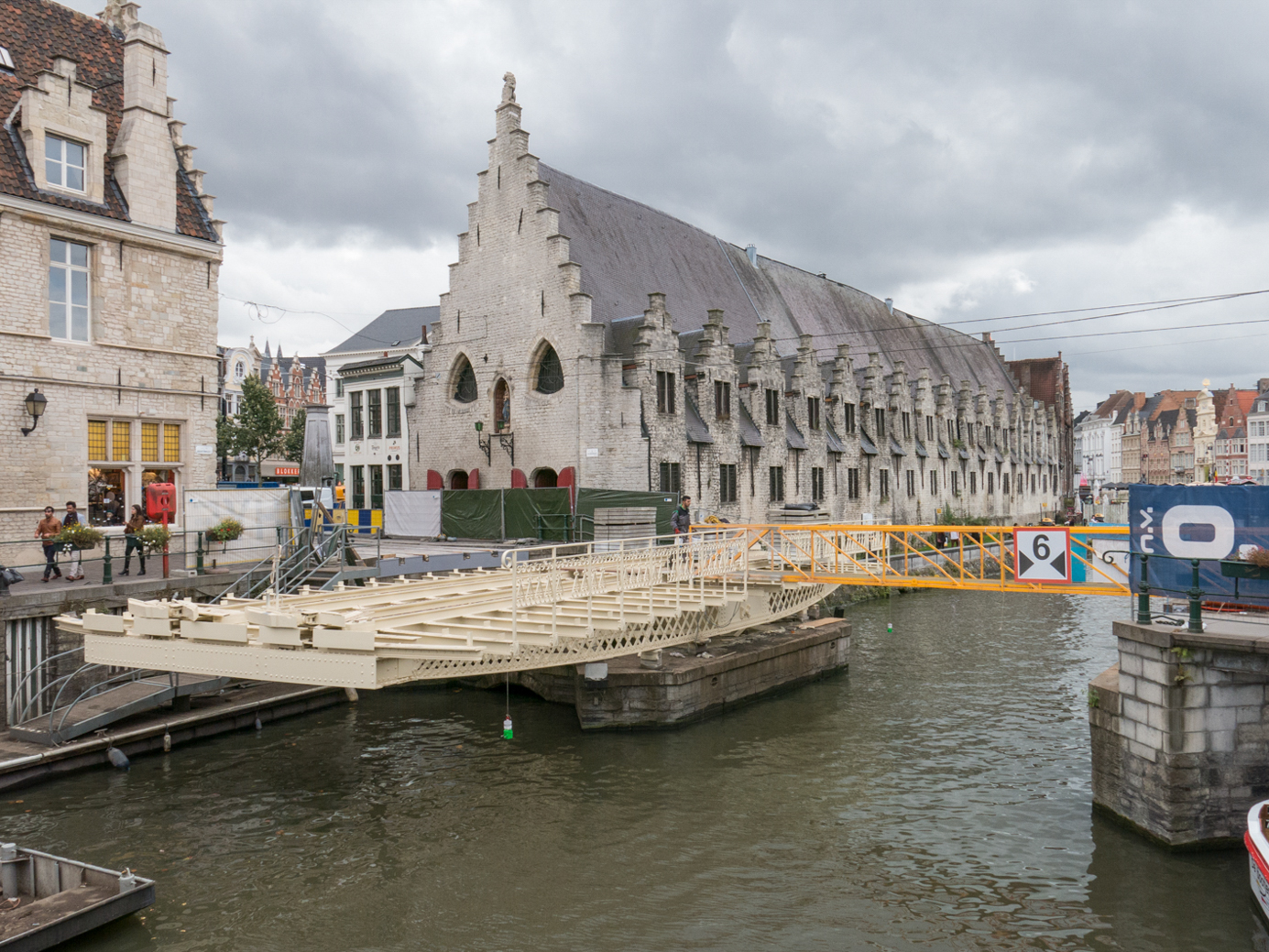
De brug tijdens de herstellingswerken in 2016

De Vleeshuisbrug is een brug over de Leie in Gent. De brug is onderdeel van een verbinding die de Kleine Vismarkt wordt genoemd en de Kraanlei en de rest van het Patershol, het Sint-Veerleplein met de oude vismijn en het Gravensteen verbond met de toenmalige Vismarkt, op de huidige Groentenmarkt.
De naam verwijst naar het aanliggende Groot Vleeshuis. De Kleine Vismarkt komt tussen Viskopershuis en het Vleeshuis uit op de Groentenmarkt. De eerste vermelding van een stenen brug op die locatie dateert uit 1274. De brug werd toen als 's Gravenbrug aangeduid. In 1542 werden er op de brug huisjes gebouwd voor handelaars, huizen die zeker tot in de 17e eeuw daar aanwezig waren. In 1659 werd de 's Gravenbrug aangeduid als Kraanbrug (naar de grote kraan op de Kraanlei). Om grotere schepen door te laten varen werd de stenen brug gedeeltelijk vervangen door een houten draaibrug tussen 1751 en 1754. In 1794 wordt de huidige naam van Vleeshouwersbrug gebruikt (maar ook de Beenhouwersbrug en Beenhuisbrug). In 1801, en in 1876 werd aan de brug gewerkt. De brug werd vernieuwd van 1986 tot 1988. Van juli tot november 2016 kreeg de brug een grondige opknapbeurt. 